# ای‌آرای مورنو
ای‌آرای مورنو (به انگلیسی: ARA Moreno) یک کشتی بود. این کشتی در سال ۱۹۱۱ ساخته شد.